# Frauen-Bundesliga 2017-2018
La Frauen-Bundesliga 2017-2018, ufficialmente Allianz Frauen-Bundesliga per motivi di sponsorizzazione, è stata la 28ª edizione della massima divisione del campionato tedesco femminile di calcio. Il campionato è iniziato il 2 settembre 2017 e si è concluso il 3 giugno 2018. Il Wolfsburg ha conquistato il titolo di campione di Germania per la quarta volta nella sua storia sportiva, la seconda consecutiva.

## Stagione

### Novità
Dalla Frauen-Bundesliga 2016-2017 sono stati retrocessi in 2. Frauen-Bundesliga il Bayer Leverkusen e il Borussia Mönchengladbach. Dalla 2. Frauen-Bundesliga sono stati promossi, entrambi al rientro in Frauen-Bundesliga dopo un solo anno di assenza, il Werder Brema, vincitrice del girone Nord, e il Colonia, secondo classificato del girone Sud e promosso poiché l'Hoffenheim II vincitore non può essere promosso essendo squadra riserva.

### Formula
Le 12 squadre si affrontano in un girone all'italiana con partite di andata e ritorno, per un totale di 22 giornate. La squadra prima classificata è campione di Germania, mentre le ultime due classificate retrocedono in 2. Frauen-Bundesliga. Le prime due classificate sono ammesse alla UEFA Women's Champions League.

## Squadre partecipanti
| Club               | Stagione | Città                 | Stadio                  | Stagione 2016-2017                    |
| ------------------ | -------- | --------------------- | ----------------------- | ------------------------------------- |
| 1. FFC Francoforte | dettagli | Francoforte sul Meno  | Stadion am Brentanobad  | 5º posto in Frauen-Bundesliga         |
| Bayern Monaco      | dettagli | Monaco di Baviera     | Grünwalder Stadion      | 2º posto in Frauen-Bundesliga         |
| Colonia            | dettagli | Colonia               | Franz-Kremer-Stadion    | 2º posto in 2. Frauen-Bundesliga Sud  |
| Friburgo           | dettagli | Friburgo in Brisgovia | Möslestadion            | 4º posto in Frauen-Bundesliga         |
| Hoffenheim         | dettagli | Hoffenheim            | Dietmar-Hopp-Stadion    | 7º posto in Frauen-Bundesliga         |
| Jena               | dettagli | Jena                  | Ernst-Abbe-Sportfeld    | 9º posto in Frauen-Bundesliga         |
| MSV Duisburg       | dettagli | Duisburg              | PCC-Stadion             | 10º posto in Frauen-Bundesliga        |
| Sand               | dettagli | Willstätt             | Orsay-Stadion           | 8º posto in Frauen-Bundesliga         |
| SGS Essen          | dettagli | Essen                 | Stadion Essen           | 6º posto in Frauen-Bundesliga         |
| Turbine Potsdam    | dettagli | Potsdam               | Karl-Liebknecht-Stadion | 3º posto in Frauen-Bundesliga         |
| Werder Brema       | dettagli | Brema                 | Weserstadion Platz 11   | 1º posto in 2. Frauen-Bundesliga Nord |
| Wolfsburg          | dettagli | Wolfsburg             | AOK Stadion             | Campione di Germania                  |

## Classifica finale
Fonte: sito ufficiale
|  | Pos. | Squadra            | Pt | G  | V  | N | P  | GF | GS | DR  |
|  | ---- | ------------------ | -- | -- | -- | - | -- | -- | -- | --- |
|  | 1.   | Wolfsburg          | 56 | 22 | 18 | 2 | 2  | 56 | 8  | +48 |
|  | 2.   | Bayern Monaco      | 53 | 22 | 17 | 2 | 3  | 62 | 15 | +47 |
|  | 3.   | Friburgo           | 48 | 22 | 15 | 3 | 4  | 50 | 15 | +35 |
|  | 4.   | Turbine Potsdam    | 45 | 22 | 13 | 6 | 3  | 50 | 21 | +29 |
|  | 5.   | SGS Essen          | 39 | 22 | 12 | 3 | 7  | 43 | 30 | +13 |
|  | 6.   | 1. FFC Francoforte | 31 | 22 | 10 | 1 | 11 | 29 | 25 | +4  |
|  | 7.   | Sand               | 30 | 22 | 9  | 3 | 10 | 32 | 34 | -2  |
|  | 8.   | Hoffenheim         | 25 | 22 | 8  | 1 | 13 | 22 | 32 | -10 |
|  | 9.   | MSV Duisburg       | 18 | 22 | 6  | 0 | 16 | 16 | 33 | -17 |
|  | 10.  | Werder Brema       | 14 | 22 | 3  | 5 | 14 | 26 | 59 | -33 |
|  | 11.  | Colonia            | 11 | 22 | 3  | 2 | 17 | 8  | 78 | -70 |
|  | 12.  | Jena               | 10 | 22 | 2  | 4 | 16 | 12 | 56 | -44 |

Legenda:
      Campione di Germania e ammessa alla UEFA Women's Champions League 2018-2019
      Ammessa alla UEFA Women's Champions League 2018-2019
      Retrocesse in 2. Frauen-Bundesliga
Note:
Tre punti a vittoria, uno a pareggio, zero a sconfitta.

## Risultati
|                    | Fra  | BaM  | Col  | Fri  | Hof  | Jen  | MSV  | San  | SGS  | Tur  | Wer  | Wol  |
| ------------------ | ---- | ---- | ---- | ---- | ---- | ---- | ---- | ---- | ---- | ---- | ---- | ---- |
| 1. FFC Francoforte | –––– | 0-1  | 2-0  | 1-2  | 2-0  | 4-2  | 2-1  | 1-2  | 0-1  | 0-1  | 4-0  | 0-2  |
| Bayern Monaco      | 3-0  | –––– | 2-0  | 0-1  | 1-0  | 0-0  | 3-1  | 2-0  | 2-1  | 5-0  | 4-1  | 2-1  |
| Colonia            | 0-3  | 0-8  | –––– | 0-7  | 0-3  | 1-0  | 0-2  | 0-6  | 2-5  | 0-8  | 0-2  | 0-6  |
| Friburgo           | 0-3  | 2-0  | 6-0  | –––– | 2-1  | 5-0  | 1-0  | 3-0  | 1-1  | 1-1  | 4-1  | 1-0  |
| Hoffenheim         | 0-1  | 0-4  | 0-1  | 0-1  | –––– | 2-3  | 1-0  | 1-0  | 2-1  | 0-4  | 2-0  | 0-1  |
| Jena               | 0-1  | 0-5  | 0-0  | 0-4  | 0-3  | –––– | 3-0  | 0-1  | 0-1  | 0-5  | 2-2  | 0-4  |
| MSV Duisburg       | 2-0  | 1-3  | 0-1  | 2-1  | 2-0  | 1-0  | –––– | 0-2  | 1-2  | 0-1  | 1-0  | 0-1  |
| Sand               | 3-2  | 0-4  | 3-0  | 2-2  | 0-0  | 1-0  | 4-0  | –––– | 1-3  | 1-2  | 2-2  | 0-4  |
| SGS Essen          | 3-1  | 0-3  | 4-1  | 0-3  | 1-2  | 6-0  | 3-1  | 3-0  | –––– | 0-0  | 6-2  | 0-4  |
| Turbine Potsdam    | 1-1  | 2-2  | 4-2  | 1-0  | 2-0  | 4-1  | 2-0  | 3-1  | 1-2  | –––– | 1-1  | 0-1  |
| Werder Brema       | 0-1  | 2-7  | 7-0  | 0-3  | 0-4  | 1-1  | 2-1  | 0-3  | 0-0  | 1-5  | –––– | 0-5  |
| Wolfsburg          | 1-0  | 3-1  | 0-0  | 2-0  | 6-0  | 5-0  | 1-0  | 2-0  | 2-0  | 2-2  | 3-2  | –––– |

## Statistiche

### Classifica marcatrici
Fonte: sito ufficiale
| Gol | Rigori |  | Giocatore       | Squadra         |
| --- | ------ |  | --------------- | --------------- |
| 17  |        |  | Pernille Harder | Wolfsburg       |
| 12  |        |  | Linda Dallmann  | SGS Essen       |
| 12  | 1      |  | Lina Magull     | Friburgo        |
| 10  |        |  | Nina Burger     | Sand            |
| 9   |        |  | Zsanett Jakabfi | Wolfsburg       |
| 9   |        |  | Fridolina Rolfö | Bayern Monaco   |
| 8   |        |  | Sara Däbritz    | Bayern Monaco   |
| 8   |        |  | Svenja Huth     | Turbine Potsdam |
| 7   |        |  | Klara Bühl      | Friburgo        |
| 7   |        |  | Giulia Gwinn    | Friburgo        |
| 7   | 2      |  | Turid Knaak     | SGS Essen       |
| 7   |        |  | Lena Petermann  | Friburgo        |
| 7   |        |  | Lea Schüller    | SGS Essen       |
| 7   |        |  | Alexandra Popp  | Wolfsburg       |